# Seefeldermoor
Seefeldermoor ist ein Ortsteil (Bauerschaft) von Seefeld in der Gemeinde Stadland in Niedersachsen.

## Verwaltungsgeschichte
Seefeldermoor war Teil der Vogtei Schwei. Von 1933 bis 1948 gehörte Seefeldermoor zur Gemeinde Abbehausen. Die Bauerschaft besteht seit mindestens 1946, damals bestand sie aus Teilen der Bauerschaften Norderaußendeich, Süderaußendeich und Reitland. Im Jahr 1950 bestand sie aus Außendeichsmoor, Hobenbrake, Köterreihe, Reitlandermoor und Reitlanderzoll. Davor im Jahr 1939 gehörte Außendeichsmoor, Köterreihe und Hobenbrake nach zur Bauerschaft Norderaußendeich, Reitlanderzoll zu Süderseefeld sowie Reitlandermoor zu Reitland.

## Demographie
| Jahr | Einwohner |
| ---- | --------- |
| 1946 | 141       |
| 1950 | 156       |
| 1961 | 115       |
| 1970 | 81        |